# Napajanje
Napajanje je hardverski dio koji računalu osigurava napon i struju. Napajanje osigurava da svaki dio računala dobije određenu količinu energije koja mu je potrebna, s obzirom na to da svi dijelovi računala ne troše istu količinu električne energije. Također, jedan od glavnih zadataka napajanje je da pretvori napon gradske mreže, u Hrvatskoj ~220 V u 3,3 V, 5 V i 12 V što je u skladu s naponskim zahtjevima hardvera u računalu. Ono također ima i osobno hlađenje. Glavna karakteristika je njena snaga. Električna snaga se mjeri u W (vatima) ili matematski rečeno P=U*I (napon pomnožen sa strujom). Najveći potrošači su grafička kartica, hard disk, matična ploča i optički CD/DVD uređaji.
Glavni naponski konektori su:
- Glavni 20+4 pinski konektor, za napajanje matične ploče
- 4+4 pinski konektor, u zavisnosti od zahtjeva CPU-a u ATX ili EPS sistemima
- 6-pinski konektor (za jače PCI Express ili AGP grafičke kartice)
- 4-pinski hard disk, DVD, CD konektori
- Floppy naponski konektor
- SATA naponski konektori (novije napojne jedinice)

Kvalitetno napajanje je u novije vrijeme nužno, jer je upravo taj dio često povezan s otkazivanjem većine računalskih dijelova, a najčešći uzroci za otkazivanje napajanja su: prašina (koja onemogući daljnje okretanje hladnjaka gdje dolazi do pregrijavanja), utjecaj više sile (grom), nepravilno rukovanje korisnika itd. Treba znati da mnogi proizvođači navode netočnu snagu svojeg napajanja, puno veću nego što ona zaista jest. Oni tu snagu dobiju mjerenjima u nerealnim uvjetima i za veoma kratke intervale vremena. Tako veoma često napajanje koje ima snagu npr. 400W teško da može kontinuirano isporučiti i 200W. Kod kupnje je najbolje najprije provjeriti tko je proizvođač napajanja jer veći proizvođači su obično pouzdaniji i pravilno obilježavaju snagu svojih napajanja. Poznatiji proizvođači su: Sea Sonic, Chieftec, Antec, Zalman,...

## Vanjske poveznice
- Power Supply Summary, Specifications, and Form Factors - Tom's Hardware Article
- Introduction to Bench Power Supplies  Arhivirana inačica izvorne stranice od 30. ožujka 2017. (Wayback Machine) - B&K Precision
- Introduction to power supplies  Arhivirana inačica izvorne stranice od 17. kolovoza 2000. (Wayback Machine) - National Semiconductor
- Understanding Linear Power Supply Operation  Arhivirana inačica izvorne stranice od 7. srpnja 2011. (Wayback Machine)
- Power Supply Glossary  Arhivirana inačica izvorne stranice od 17. travnja 2012. (Wayback Machine) - Tri-Mag, Inc.